# Március 22.
Március 22. az év 81. (szökőévben 82.) napja a Gergely-naptár szerint. Az évből még 284 nap van hátra.
Névnapok: Beáta, Izolda + Csilla, Csillag, Katalin, Katarina, Katerina, Lea, Lia, Lídia, Oktáv, Oktávián, Relinda, Vazul

## Események

### Politikai események
- 1312 – V. Kelemen pápa a Vox in excelso című bullával feloszlatja a templomos lovagrendet.[1]
- 1506 – II. Ferdinánd aragóniai király feleségül veszi Foix Germána navarrai királyi hercegnőt a valenciai Déniában.
- 1622 – A póhatan törzsszövetség meglepetésszerű támadást indít Virginia gyarmat települései ellen, 347 telepest lemészárolnak.
- 1776 – Mária Terézia eltörli a kínvallatást.
- 1933 – Megnyílik a dachaui koncentrációs tábor, az első náci koncentrációs tábor.
- 1939 – Kárpátalja visszacsatolása során, Szobránc légterében összecsap a szlovák és a magyar légierő. A légi harcban 9 szlovák repülőgép semmisül meg. Még aznap magyar bombázókötelékek támadást intéznek az iglói repülőtér ellen.
- 1945 – Alexandriában (Egyiptom) megalakul az Arab Liga. Székhelye az arab világ központjában, Egyiptom fővárosában, Kairóban található.
- 1946 – A népbíróság halálra ítéli Sztójay Döme volt miniszterelnököt.
- 1968 – Franciaországban az egyetemisták elfoglalják a Nanterre-i Egyetem épületeit. Ez a 68-as párizsi diáklázadások kezdete.
- 1989 – Magyarországon megalakul az Ellenzéki Kerekasztal (EKA).
- 2012 – Katonai puccs dönti meg Amadou Toumani Touré elnök rendszerét Maliban.
- 2016 – Felfegyverkezett terroristák robbantásos merényletet hajtanak végre Brüsszel két forgalmas közlekedési csomópontján, a repülőtéren, és a Maelbeek metróállomáson.[2]
- 2017 – Terrortámadás Londonban.[3][4]
- 2024 – Terrortámadás Moszkva külvárosában Krasznogorszkban, a Crocus City Hall koncertteremben[5]

### Kulturális események

#### Irodalmi, színházi és filmes események
- 1895 – Auguste és Louis Lumière meghívott vendégek előtt levetítették A munkaidő vége című, 46 másodperces filmjüket Párizsban, a Nemzeti Iparpártoló Társulat[6] helyiségeiben. Ezt tekintik a filmtörténet első mozielőadásának.
- 1931 – H. P. Lovecraft kiadja az egyik legnépszerűbb novelláját, Az őrület hegyeit.

#### Zenei események
- 2013 – Feloszlott a My Chemical Romance amerikai rockbanda.

### Sportesemények
Formula–1
- 1992 –  mexikói nagydíj, Mexikóváros - Győztes: Nigel Mansell  (Williams Renault)

Labdarúgás
- 2024 – Magyarország–Törökország, felkészülési mérkőzés (987. hivatalos mérkőzés), Budapest, Puskás Aréna

### Egyéb események
- 1997- A Hale-Bopp üstökös a legközelebb kerül a Földhöz

## Születések

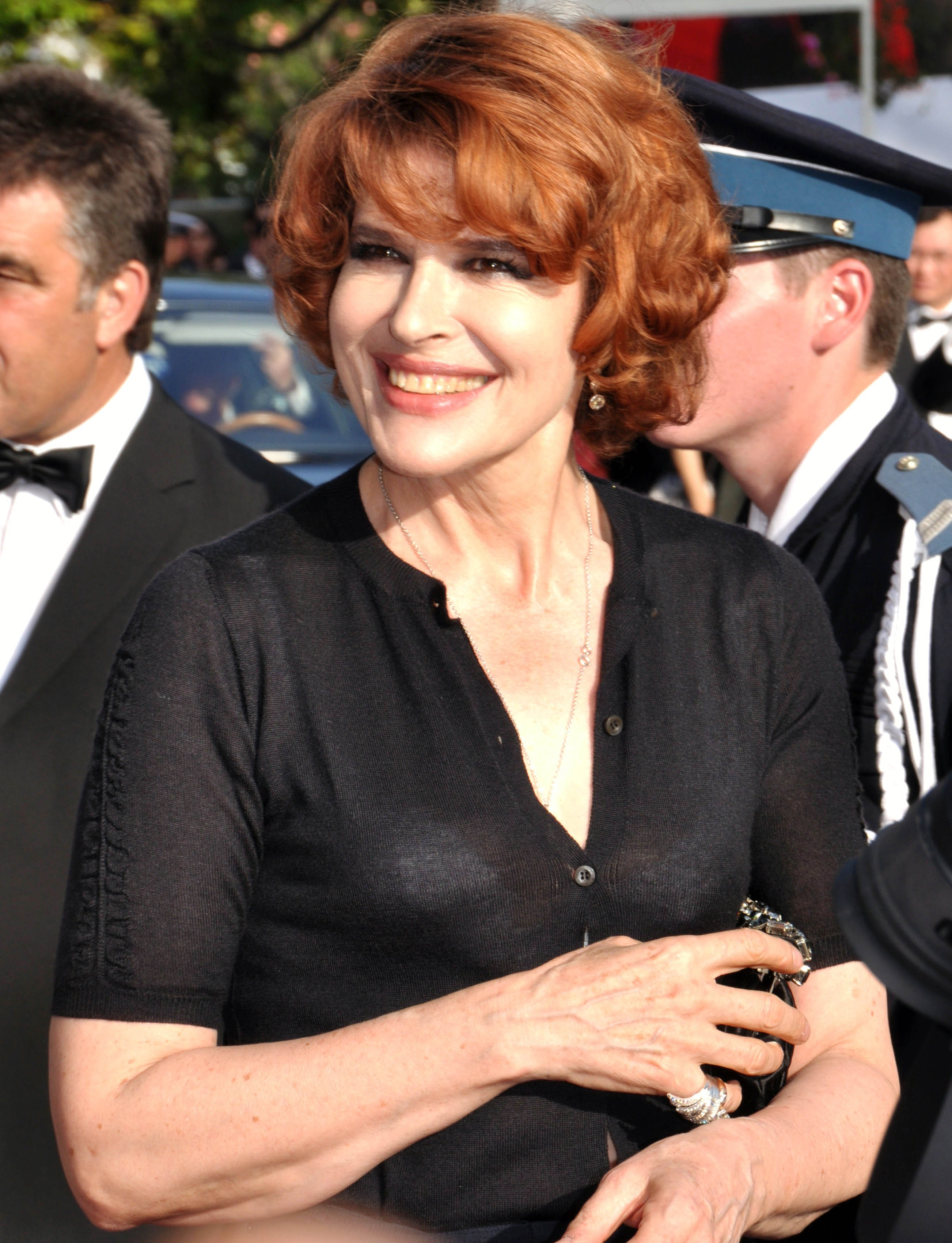
Fanny Ardant

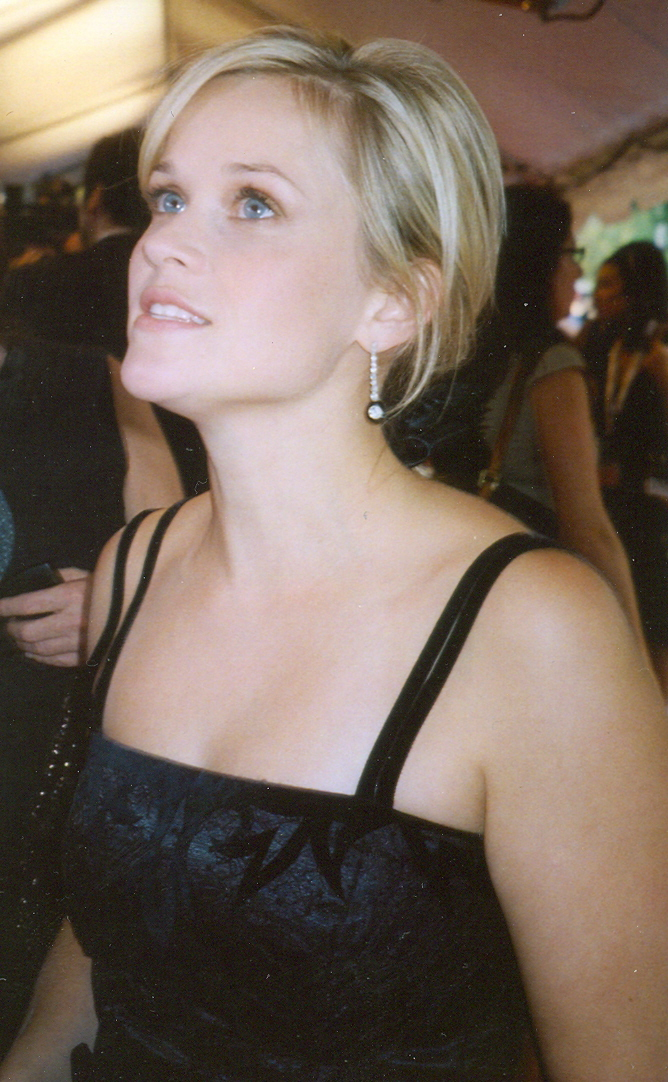
Reese Witherspoon

- 1212 – Go-Horikava japán császár († 1234)
- 1394 – Ulugbek timurida uralkodó, történetíró, költő, matematikus, korának kiemelkedő csillagásza († 1449)
- 1459 – I. Miksa német-római császár († 1519)
- 1514 – Lorenzaccio de’ Medici a Medici-család tagja († 1548)
- 1599 – Anthony van Dyck flamand festő, Peter Paul Rubens tanítványa († 1641)
- 1748 – Ambrózy Sámuel evangélikus prédikátor († 1806)
- 1783 – Balassa Gábor szombathelyi püspök († 1851)
- 1797 – I. Vilmos a Hohenzollern dinasztiából származó porosz király († 1888)
- 1799 – Friedrich Wilhelm Argelander német csillagász († 1875)
- 1832 – Szarvas Gábor nyelvész, a magyar nyelvművelés megteremtője († 1895)
- 1868 – Robert Millikan amerikai kísérleti fizikus, fizikai Nobel-díjas († 1953)
- 1868 – Vázsonyi Vilmos (er. Weiszfeld) ügyvéd, politikus, igazságügyminiszter († 1926)
- 1868 – Alfred Fowler angol fizikus, csillagász († 1940)
- 1886 – Darányi Kálmán magyar politikus,  miniszterelnök († 1939)
- 1891 – Giovannini Rudolf gyógyszerész, 1919-től a magyarországi gyógynövények kutatója († 1963)
- 1907 – James M. Gavin az Egyesült Államok legfiatalabb tábornoka a II. világháború folyamán († 1990)
- 1912 – Karl Malden Oscar-díjas legendás amerikai színész († 2009)
- 1912 – Jean Vilar francia színész († 1971)
- 1912 – Leslie Johnson (Leslie George Johnson) brit autóversenyző († 1959)
- 1913 – Háznagy András magyar gyógyszerész, a kémiai tudományok kandidátusa († 1987)
- 1917 – Raffay Blanka magyar színésznő († 1992)
- 1921 – Nino Manfredi olasz színész († 2004)
- 1921 – Kelemen Éva magyar színésznő († 1986)
- 1923 – Marcel Marceau francia pantomimművész († 2007)
- 1925 – Szoboszlai Sándor Jászai Mari-díjas magyar színész érdemes és kiváló művész († 2013)
- 1931 – Sediánszky János magyar újságíró, író, a Magyar Rádió szerkesztője († 2021)
- 1931 – William Shatner amerikai színész
- 1936 – Roger Whittaker angol énekes, dalszerző († 2023)
- 1939 – Dalmy Dénes magyar építőmérnök, egyetemi oktató
- 1948 – Andrew Lloyd Webber brit zeneszerző
- 1949 – Ács János Jászai Mari-díjas magyar rendező, egyetemi tanár  († 2015)
- 1949 – Fanny Ardant francia színésznő
- 1950 – Goran Bregović szerbhorvát zeneszerző, gitáros, a Bijelo dugme együttes tagja
- 1955 – Lena Olin svéd színésznő („Csokoládé”)
- 1959 – Komlósi Ildikó Kossuth-díjas magyar opera-énekesnő, a Halhatatlanok Társulatának örökös tagja
- 1969 – Andreas Pietschmann német színész
- 1975 – Kristály Sándor  erdélyi magyar matematikus, egyetemi tanár
- 1976 – Reese Witherspoon Oscar-díjas amerikai filmszínésznő
- 1981 – Szabics Imre magyar labdarúgó
- 1985 – Anja Carman szlovén úszónő
- 1985 – Jakob Diemer Fuglsang dán kerékpározó
- 1987 – Alexandr Shatilov izraeli tornász
- 1988 – Kelemen Tamás magyar tornász, műugró
- 1989 – Viktor Babiscsevics belorusz úszó
- 1991 – Vecsernyés Dávid, magyar tornász
- 1996 – Kovács Attila magyar korosztályos válogatott jégkorongozó

## Halálozások
- 752 – Zakariás pápa (* 679)
- 1471 – I. (Podjebrád) György cseh király, Csehország egyetlen huszita királya (* 1420)
- 1772 – John Canton brit fizikus és tanár, neki köszönhetőek az első kísérletek, melyek a víznek és egyéb folyadékoknak összenyomhatatlanságát bizonyították be (* 1718)
- 1832 – Johann Wolfgang von Goethe német író, költő (* 1749)
- 1921 – Pákey Lajos kolozsvári építész (* 1853)
- 1951 – Almásy László Afrika-kutató (* 1895)
- 1963 – Székely Mihály kétszeres Kossuth-díjas magyar operaénekes (* 1901)
- 1974 – Peter Revson (Peter Jeffrey Revson) amerikai autóversenyző (* 1939)
- 1994 – Dr. ifj. Tildy Zoltán fotóművész, természetfotós, Tildy Zoltán lelkész (későbbi köztársasági elnök) és Gyenis Erzsébet írónő fia (* 1917)
- 2007 – Kiss Sándor Károly (Alexandre Kiss) magyar származású francia jogtudós, a nemzetközi környezetvédelmi jog tudósa, az MTA tagja (* 1925)
- 2009 – Kasnyik András magyar diplomata (* 1930)
- 2019 – Scott Walker amerikai énekes (* 1943)

## Nemzeti ünnepek, emléknapok, világnapok
- A víz világnapja
- A magyar fordítók és tolmácsolók napja
- Puerto Rico nemzeti ünnep (emancipáció napja)